# نیک جیلارد
نیک جیلارد (به انگلیسی: Nick Gillard) (زاده ۱۹۵۹) بازیگر و بدل‌کار انگلیسی است. از فیلم‌هایی که او در آن به ایفای نقش پرداخته است، می‌توان به آکادمی خون‌آشام‌ها اشاره کرد.